# صامويل جاليندو
صامويل جاليندو (بالإسبانية: Samuel Galindo)‏ (18 أبريل 1992 بوليفيا - ) هو لاعب كرة قدم بوليفي، يلعب كلاعب وسط.

## روابط خارجية
- صامويل جاليندو على موقع إي إس بي إن إف سي (الإنجليزية)
- صامويل جاليندو على موقع قاعدة بيانات كرة القدم.إي يو (الإنجليزية)
- صامويل جاليندو على موقع ناشيونال فوتبول تيمز (الإنجليزية)
- صامويل جاليندو على موقع Soccerway.com (الإنجليزية)